# عصر آهن (رمان)
عصر آهن (به انگلیسی: Age of Iron)رمانی از جان مکسول کوتزی برنده نوبل ادبیات است که برای اولین بار در سال ۱۹۹۰ منتشر شد.

## در مورد کتاب
در شهر کیپ تاون در آفریقای جنوبی زنی مسن به سرطان مبتلا است. خانم کورین استاد بازنشسته دانشگاه در تمام دوران زندگی اش از عوام فریبی و تبعیضات رژیم آپارتاید آفریقای جنوبی در رنج و عذاب بوده ولی خارج از تمام این واقعیت‌ها زندگی اش را به سر برده است. او به ناگهان به جامعه‌ای سراپا خشم و کینه‌ای پا می‌گذارد که نتیجه عملکرد نظام حاکم بر جامعه است. خانم کورین طی نامه‌هایی چند به دخترش که مدت‌ها است در آمریکا ساکن است از وقایع حادث بر او طی واپسین روزهای زندگیش می‌نویسد که در شهرک سیاه پوست‌نشین مجاورش اتفاق می‌افتد که طی آن پسر مستخدمش در طی حادثه‌ای کشته می‌شود. پسر نوجوان سیاهپوستی نیز که به خانه او پناه آورده به دست مأموران امنیتی رژیم نژادپرست به قتل می‌رسد. تنها شخصی که می‌تواند با او صحبت و درد دل کند مرد بی خانمان و الکلی است که به ناگهان در صحنه زندگی او ظاهر می‌شود.

## تحلیل کتاب
جان مکسول کوتزی در این کتاب در حین توضیح شرایط خشم و خشونت حاکم بر آفریقای جنوبی مسائلی همچون پیری، عشق، آزادی، مرگ و تنهایی و روابط انسانی می‌پردازد.
کوتزی در کتا بهایش اندیشه‌ای را تحمیل نمی‌کند، راه حل ارائه نمی‌دهد بلکه خواننده را با طرح موضوعات مختلف به فکر وامی‌دارد.

## ترجمه به فارسی
این کتاب در سال ۱۳۸۵ به وسیله جلال رجبیان ترجمه و از سوی نشر کاکتوس منتشر شده‌است. ترجمه و چاپ کتاب از کیفیت بالایی برخودار نیست.

## نمونه‌ای از ترجمه کتاب به فارسی
من هیچ تصوری از این که آزادی چیست ندارم آقای ورکوویل. مطمئن هستم که بکی و دوستانش هم چنین تصویری نداشتند. شاید آزادی همیشه چیزی غیرقابل تصور بوده. به‌هرحال عدم آزادی را می‌دانیم چیست، این طور نیست؟ بکی آزاد نبود و این را می‌دانست. تو هم آزاد نیستی، حداقل در این دنیا، من هم همین‌طور. من برده به دنیا خواهم آمد و مطمئناً برده خواهم مرد. زندگی در قل و زنجیر، مرگ در قل و زنجیر، این قسمتی از آن بهایی است که باید پرداخت، بدون ابهام و بدون افسوس.
- کوتسیا، جی. ام (۱۳۸۵)، عصر آهن، ترجمهٔ جلال رجبیان، کاکتوس

## نظرات منتقدان
- داستان با ارزشی که تا مغز استخوان نفوذ می‌کند. بررسی کتاب مجله نیویورک تایمز
- اثری گیرا و فراموش نشدنی. دیلی تلگراف
- نمایشی از خشم و غضب در رژیم نژادپرست آفریقای جنوبی. اثری با ارزش از نویسنده‌ای برجسته وال اسریت ژورنال